# Сын пастуха (фильм)
«Сын пастуха» — советский фильм 1954 года режиссёра Рафаила Перельштейна снятый на Ашхабадской киностудии.
Экранизация одноименной пьесы («Сын пастуха»/ «Чопан оглы», 1950) туркменских драматургов Гусейна Мухтарова и Кары Сейтлиева.

## Сюжет
О судьбе сына пастуха, ставшего известным врачом-хирургом.
1925 год. Глухой кишлак в Туркестане. Советская власть ещё не окрепла, и жадный бай Оразбай жестоко эксплуатирует пастуха Дурды и подпаска Непеса, а его злобная жена Мерием глумится над жёнами батраков Джерен и Акгуль. Набравшись смелости пастух Дурды требует от бая расчета за десятилетний труд, гордо заявив хозяину, что «власть теперь не ваша и закон не ваш». Хитрый Оразбай провоцирует пастуха и подпаска на драку, и когда Непес сраженный падает без сознания, слуга бая Кюйки ножом Непеса убивает пастуха Дурды.
1950 год. Минуло четверть века Советской власти: теперь Джерен — знатная стахановка-ткачиха, а сын пастуха Кадам выучившись стал в Москве известным хирургом. Изменилась и жизнь Непеса — бывший подпасок стал знатным хлопкоробом, героем труда, депутатом, а его дочь Шекер стала известной артисткой Туркменского оперного театра.
И вот случай снова сталкивает эти семьи: Кадам встречает Шекер и влюбляется в неё, но от матери узнает, что Шекер — дочь того самого подпаска Непеса, который, как считается, убил его отца. И жизнь, как бы испытывая Кадама, сталкивает его с самим Непесом — его тяжело больным привозят в ту клинику, где хирургом сын пастуха Дурды, и только он может сделать сложную операцию…

## В ролях
- Алты Карлиев — пастух Дурды / его сын Кадам
- Сурай Мурадова — Джерен, мать Кадама
- Базар Аманов — Непес
- Мая Кулиева — Шекер, актриса, дочь Непеса
- Аман Кульмамедов — Соловьёв, профессор
- Мурад Сеидниязов — Берды, художник
- Нурджемал Союнова — Акгюль
- Ата Дурдыев — эпизод
- Сарры Каррыев — эпизод

## Критика
Как писал киновед Б. М. Абдуллаев, в своё время фильм вызвал немало споров, появились противоречивые оценки: так Б. Вельмурадов (газета «Совет Туркменистаны») писал:

Создав фильм «Сын пастуха», Ашхабадская киностудия практически доказала свою способность выпустить высокоидейные художественные фильмы.
А вот Михаил Белявский в обзоре фильмов киностудии в газете «Советская культура» дал отрицательную оценку фильму:

Авторы фильма не стремятся проникнуть во внутренний мир героев, выяснить различие их характеров, их отношение к действительности для того, чтобы в конечном счёте, через судьбы людей показать типические явления жизни в их движении и развитии.
Такого же мнения был и известный кинорежиссёр Абрам Роом:

Сюжет фильма «Сын пастуха» в основе своей очень кинематографичен, построен на острых жизненных положениях. Но фильм не вызывает чувства удовлетворения.
Б. М. Абдуллаев спустя десятилетие постарался дать взвешенную оценку фильму:

При всем желании нельзя не согласиться с А. Роомом . … Режиссер картины Р. Перельштейн снял много хороших сцен, создал ряд правдивых зарисовок интересно показал отдельные моменты. … Нельзя согласиться с мнением, высказанным известным советским кинорежиссером А. Роомом, утверждающим, что в постановке фильма режиссёр Р. Перельштейн «подошел к работе скорее как производственник, чем как художник». Но, говоря о достоинствах режиссуры, нельзя умолчать о ее недостатках.
К таким недостаткам он отнёс чрезмерное увлечение иллюстрированием событий, что привело к пренебрежению сюжетными мотивировками, и фильм лишился стройного драматического развития.

## Награды и фестивали
В 1955 году фильм был продемонстрирован на декаде туркменской литературы и искусства в Москве.